# Lin Farley
Lin Farley (Estados Unidos, 14 de diciembre de 1942) es una escritora, periodista y feminista estadounidense. Reconocida por acuñar el término "acoso sexual" en 1975 para describir el trato discriminatorio hacia las mujeres en el lugar de trabajo.

## Biografía y trayectoria profesional
Lin Farley provenía de una familia de clase trabajadora. Sus progenitores, Beatrice y Vincent, eran delegados sindicales, tenían pocos estudios, si bien eran lectores profusos Con respecto a ellos Lin Farley declaró: "mi madre tuvo una vida dura y todos sus sueños se vieron frustrados. Sé que me convertí en feminista y escribí Sexual Shakedown en parte porque me había sensibilizado a partir de sus experiencias como mujer trabajadora". Lin Faley asistió a escuelas públicas locales en Nueva Jersey y luego en Downey. Durante su último año fue elegida Gobernadora Juvenil del Programa de Legislatura Modelo de Jóvenes y Gobierno (Y&G) de la YMCA de California y del Girls State de la American Legion Auxiliary. Se convirtió con ello en la duodécima y primera mujer gobernadora del Programa Y&G de California. Comenzó y abandonó varios estudios universitarios previamente a ir a la Universidad del Sur de California con una beca de periodismo. Antes de graduarse, trabajó para Associated Press en Nueva York como reportera y escritora de artículos.
Enseñó en Cornell entre los años 1974 y 1976, luego se convirtió en consultora independiente sobre temas relacionados con la situación de las mujeres mientras escribía su libro. En 1985 recibió una maestría en Psicología Oriental y Occidental por la Universidad Naropa. Asimismo, en 1993 obtuvo un doctorado en Psicología Oriental del Instituto de Estudios Integrales de California  con la tesis El mundo secreto de los hombres: actitudes, creencias, fantasías y deseos de los hombres con respecto a las mujeres y los niños.
Farley vivió en Taipei durante tres años mientras escribía para la publicación en inglés Free China Journal. Al regresar a los Estados Unidos se convirtió en consultora de empresas informáticas en ingeniería de factores humanos .

## Acoso sexual

### CursoMujeres y trabajo
En 1974, Lin Farley fue contratada por la Universidad de Cornell como directora de la Sección de Mujeres y profesora de un curso  denominado Mujeres y trabajo. Durante un debate de sensibilización relacionado con ese curso, al escuchar a las alumnas describir sus experiencias en el lugar de trabajo, Farley comenzó a identificar un patrón: todas las mujeres allí presentes habían renunciado o habían sido despedidas de un trabajo porque se habían sentido muy incómodas por el comportamiento de los hombres. Descubrió que este fenómeno de acoso e intimidación de las trabajadoras por parte de los hombres no había sido descrito en la literatura y no se reconocía públicamente como un problema, aunque era experrimentado por mujeres de lo más diversas. Fue en este contexto en el que Farley empezó a darse cuenta de la magnitud de un problema al que más tarde denominó "acoso sexual". 

### Caso Carmita Wood
Carmita Wood fue una administrativa que trabajaba en la Universidad de Cornell como asistente de Boyce McDaniel, un reputado físico nuclear. Durante el desarrollo de su trabajo, Wood fue víctima de tocamientos no deseados, comentarios de índole sexual y acercamientos inapropiados por parte McDaniel. Tras serle negado un traslado y encontrarse con un ambiente hostil que le llevó a desarrollar síntomas físicos ocasionados por el estrés, Carmita Wood decidió renunciar a su puesto de trabajo en 1975. Poco después, solicitó el seguro de desempleo, que le también le fue denegado por la Universidad alegando que la extrabajadora había renunciado a su puesto por razones personales y que su baja había sido voluntaria. Tras esto, Wood recurrió a la Oficina de Asuntos Humanos de la Universidad, en donde se encontraba Lin Farley y otras otras feministas como Susan Meyer y Karen Sauvigné.

### Working Women United
A partir de este caso ocurrido en la misma Universidad que el grupo del curso Mujeres y trabajo liderado por Lin Farley, se formó la organización contra el acoso Working Women United.
En abril de 1975, Farley testificó ante las Audiencias de la Comisión de Derechos Humanos de la Ciudad de Nueva York sobre Mujeres y trabajo, dirigidas por Eleanor Holmes Norton. En ella definió el acoso sexual como "insinuaciones sexuales no deseadas contra las empleadas por parte de supervisores, jefes, capataces o gerentes masculinos". Dio ejemplos: "A menudo significa que se contrata a una mujer porque es bonita, independientemente de sus calificaciones; que la seguridad laboral de una mujer depende eternamente de lo bien que complazca a su jefe, que él a menudo piensa que la compañía sexual es parte de la descripción del trabajo; y que las mujeres son despedidas porque han envejecido o son demasiado independientes o dicen 'no' al juego sexual". 
Un periodista del The New York Times que escuchó su testimonio escribió sobre ello y hacia finales de 1975 su mensaje había llegado a una audiencia nacional. Las agencias gubernamentales comenzaron a reconocer el acoso sexual como un problema que debía abordarse. La Comisión de Derechos Humanos de Norton añadió un texto a sus acuerdos de acción afirmativa que garantizaba "la protección de empleados tanto hombres como mujeres contra el abuso injusto de la privacidad sexual". Durante las décadas siguientes, Farley realizó numerosas presentaciones públicas y académicas sobre el tema y trabajó como consultora para el Departamento de Trabajo de Estados Unidos, la AFL-CIO, organizaciones de derechos civiles y programas de estudios de la mujer.
Farley escribió un libro, Sexual Shakedown: The Sexual Harassment of Women on the Job, publicado por McGraw-Hill en 1978 y en una versión de bolsillo por Warner Books en 1980. En él rastreó la historia del acoso sexual como un problema de largo recorridoy dio ejemplos contemporáneos, como anuncios de búsqueda de empleo que implicaban que la interacción sexual formaba parte de la descripción del trabajo. El libro estableció el acoso sexual como un tema importante en la agenda feminista. El Christian Science Monitor dijo que el libro era "una alerta tardía sobre el acoso sexual de las mujeres trabajadoras por parte de empleadores masculinos, que revela crudamente las degradaciones emocionales y físicas infligidas a las mujeres en la política explotadora del poder en su forma más básica".
En 1981, Farley colaboró en el documental de 33 minutos The Workplace Hustle, producido por Woody Clark y Al Brito y narrado por Ed Asner. Farley fue asesora en el mismo al tiempo que también apareció en el documental. Fue concebida como material de formación para lugares de trabajo, siendo ampliamente utilizada para ese propósito por agencias gubernamentales, así como por corporaciones como Xerox y Hewlett-Packard. Ganó premios en el Festival de Cine de San Francisco y en el Festival de Cine de Nueva York.